# Lehôtka
Lehôtka (hongrois : Gácsliget) est un village de Slovaquie situé dans la région de Banská Bystrica.

## Histoire
La première mention écrite du village date de 1385.

## Démographie

### Évolution de la population
| Année:               | 1994. | 2004.   | 2014.    | 2024.   |
| -------------------- | ----- | ------- | -------- | ------- |
| Nombre de personnes: | 302   | 314     | 350      | 359     |
| Différence:          |       | +3,97 % | +11,46 % | +2,57 % |

| Année:               | 2023. | 2024.   |
| -------------------- | ----- | ------- |
| Nombre de personnes: | 365   | 359     |
| Différence:          |       | -1,64 % |